# プレイヤー・オブ・ザ・マンス
プレイヤー・オブ・ザ・マンス (The Player of the Month Award) は、メジャーリーグベースボール(MLB)の賞の1つ。レギュラーシーズンの4月から9月にかけて毎月選出される。ナショナルリーグでは1958年5月から、アメリカンリーグでは1974年から、それぞれ表彰を始めた。

## 歴代受賞者
| 年       | 月  | ナショナルリーグ                          | ナショナルリーグ                                          | アメリカンリーグ                                  | アメリカンリーグ                                    |
| 年       | 月  | 選手                                      | チーム                                                    | 選手                                              | チーム                                              |
| -------- | --- | ----------------------------------------- | --------------------------------------------------------- | ------------------------------------------------- | --------------------------------------------------- |
| 1950年代 |     |                                           |                                                           |                                                   |                                                     |
| 1958年   | 5月 | ウィリー・メイズ スタン・ミュージアル     | サンフランシスコ・ジャイアンツ セントルイス・カージナルス |                                                   |                                                     |
| 1958年   | 6月 | フランク・トーマス                        | ピッツバーグ・パイレーツ                                  |                                                   |                                                     |
| 1958年   | 7月 | ジョーイ・ジェイ                          | ミルウォーキー・ブレーブス                                |                                                   |                                                     |
| 1958年   | 8月 | ルー・バーデット                          | ミルウォーキー・ブレーブス                                |                                                   |                                                     |
| 1958年   | 9月 | ウィリー・メイズ (2)                      | サンフランシスコ・ジャイアンツ                            |                                                   |                                                     |
| 1959年   | 5月 | ハンク・アーロン ハービー・ハディックス   | ミルウォーキー・ブレーブス ピッツバーグ・パイレーツ       |                                                   |                                                     |
| 1959年   | 6月 | ロイ・フェイス                            | ピッツバーグ・パイレーツ                                  |                                                   |                                                     |
| 1959年   | 7月 | ドン・ドライスデール                      | ロサンゼルス・ドジャース                                  |                                                   |                                                     |
| 1959年   | 8月 | バーノン・ロー ウィリー・マッコビー       | ピッツバーグ・パイレーツ サンフランシスコ・ジャイアンツ   |                                                   |                                                     |
| 1959年   | 9月 | エディ・マシューズ                        | ミルウォーキー・ブレーブス                                |                                                   |                                                     |
| 1960年代 |     |                                           |                                                           |                                                   |                                                     |
| 1960年   | 5月 | ロベルト・クレメンテ                      | ピッツバーグ・パイレーツ                                  |                                                   |                                                     |
| 1960年   | 6月 | リンディ・マクダニエル                    | セントルイス・カージナルス                                |                                                   |                                                     |
| 1960年   | 7月 | ドン・ドライスデール (2)                  | ロサンゼルス・ドジャース                                  |                                                   |                                                     |
| 1960年   | 8月 | ウォーレン・スパーン                      | ミルウォーキー・ブレーブス                                |                                                   |                                                     |
| 1960年   | 9月 | ケン・ボイヤー                            | セントルイス・カージナルス                                |                                                   |                                                     |
| 1961年   | 5月 | ジョーイ・ジェイ (2)                      | シンシナティ・レッズ                                      |                                                   |                                                     |
| 1961年   | 6月 | ジョージ・アルトマン                      | シカゴ・カブス                                            |                                                   |                                                     |
| 1961年   | 7月 | フランク・ロビンソン                      | シンシナティ・レッズ                                      |                                                   |                                                     |
| 1961年   | 8月 | ウォーレン・スパーン (2)                  | ミルウォーキー・ブレーブス                                |                                                   |                                                     |
| 1961年   | 9月 | ジム・オーツール                          | シンシナティ・レッズ                                      |                                                   |                                                     |
| 1962年   | 5月 | ボブ・パーキー                            | シンシナティ・レッズ                                      |                                                   |                                                     |
| 1962年   | 6月 | サンディー・コーファックス                | ロサンゼルス・ドジャース                                  |                                                   |                                                     |
| 1962年   | 7月 | フランク・ハワード                        | ロサンゼルス・ドジャース                                  |                                                   |                                                     |
| 1962年   | 8月 | ジャック・サンフォード                    | サンフランシスコ・ジャイアンツ                            |                                                   |                                                     |
| 1963年   | 5月 | ディック・エルスワース                    | シカゴ・カブス                                            |                                                   |                                                     |
| 1963年   | 6月 | ロン・サント                              | シカゴ・カブス                                            |                                                   |                                                     |
| 1963年   | 7月 | ウィリー・マッコビー (2)                  | サンフランシスコ・ジャイアンツ                            |                                                   |                                                     |
| 1963年   | 8月 | ウィリー・メイズ (3)                      | サンフランシスコ・ジャイアンツ                            |                                                   |                                                     |
| 1964年   | 5月 | ビリー・ウィリアムズ                      | シカゴ・カブス                                            |                                                   |                                                     |
| 1964年   | 6月 | ジム・バニング                            | フィラデルフィア・フィリーズ                              |                                                   |                                                     |
| 1964年   | 7月 | ロン・サント (2)                          | シカゴ・カブス                                            |                                                   |                                                     |
| 1964年   | 8月 | フランク・ロビンソン (2)                  | シンシナティ・レッズ                                      |                                                   |                                                     |
| 1964年   | 9月 | ボブ・ギブソン                            | セントルイス・カージナルス                                |                                                   |                                                     |
| 1965年   | 5月 | ジョー・トーリ                            | ミルウォーキー・ブレーブス                                |                                                   |                                                     |
| 1965年   | 6月 | バーノン・ロー (2) ウィリー・スタージェル | ピッツバーグ・パイレーツ                                  |                                                   |                                                     |
| 1965年   | 7月 | ピート・ローズ                            | シンシナティ・レッズ                                      |                                                   |                                                     |
| 1965年   | 8月 | ウィリー・メイズ (4)                      | サンフランシスコ・ジャイアンツ                            |                                                   |                                                     |
| 1966年   | 5月 | フアン・マリシャル                        | サンフランシスコ・ジャイアンツ                            |                                                   |                                                     |
| 1966年   | 6月 | ゲイロード・ペリー                        | サンフランシスコ・ジャイアンツ                            |                                                   |                                                     |
| 1966年   | 7月 | マイク・シャノン                          | セントルイス・カージナルス                                |                                                   |                                                     |
| 1966年   | 8月 | ピート・ローズ (2)                        | シンシナティ・レッズ                                      |                                                   |                                                     |
| 1967年   | 5月 | ロベルト・クレメンテ (2)                  | ピッツバーグ・パイレーツ                                  |                                                   |                                                     |
| 1967年   | 6月 | ハンク・アーロン (2)                      | アトランタ・ブレーブス                                    |                                                   |                                                     |
| 1967年   | 7月 | ジム・レイ・ハート                        | サンフランシスコ・ジャイアンツ                            |                                                   |                                                     |
| 1967年   | 8月 | オーランド・セペダ                        | セントルイス・カージナルス                                |                                                   |                                                     |
| 1968年   | 5月 | ドン・ドライスデール (3)                  | ロサンゼルス・ドジャース                                  |                                                   |                                                     |
| 1968年   | 6月 | ボブ・ギブソン (2)                        | セントルイス・カージナルス                                |                                                   |                                                     |
| 1968年   | 7月 | ボブ・ギブソン (3)                        | セントルイス・カージナルス                                |                                                   |                                                     |
| 1968年   | 8月 | ピート・ローズ (3)                        | シンシナティ・レッズ                                      |                                                   |                                                     |
| 1968年   | 9月 | スティーブ・ブラス                        | ピッツバーグ・パイレーツ                                  |                                                   |                                                     |
| 1969年   | 4月 | ウィリー・マッコビー (3)                  | サンフランシスコ・ジャイアンツ                            |                                                   |                                                     |
| 1969年   | 5月 | ケン・ホルツマン                          | シカゴ・カブス                                            |                                                   |                                                     |
| 1969年   | 6月 | ロン・サント (3)                          | シカゴ・カブス                                            |                                                   |                                                     |
| 1969年   | 7月 | ロベルト・クレメンテ (3)                  | ピッツバーグ・パイレーツ                                  |                                                   |                                                     |
| 1969年   | 8月 | ウィリー・デービス                        | ロサンゼルス・ドジャース                                  |                                                   |                                                     |
| 1970年代 |     |                                           |                                                           |                                                   |                                                     |
| 1970年   | 5月 | リコ・カーティ                            | アトランタ・ブレーブス                                    |                                                   |                                                     |
| 1970年   | 6月 | トミー・エイジー                          | ニューヨーク・メッツ                                      |                                                   |                                                     |
| 1970年   | 7月 | ビル・シンガー                            | ロサンゼルス・ドジャース                                  |                                                   |                                                     |
| 1970年   | 8月 | ボブ・ギブソン (4)                        | セントルイス・カージナルス                                |                                                   |                                                     |
| 1971年   | 4月 | ウィリー・スタージェル (2)                | ピッツバーグ・パイレーツ                                  |                                                   |                                                     |
| 1971年   | 5月 | ルー・ブロック                            | セントルイス・カージナルス                                |                                                   |                                                     |
| 1971年   | 6月 | ウィリー・スタージェル (3)                | ピッツバーグ・パイレーツ                                  |                                                   |                                                     |
| 1971年   | 7月 | ファーガソン・ジェンキンス                | シカゴ・カブス                                            |                                                   |                                                     |
| 1971年   | 8月 | ジョー・トーリ (2)                        | セントルイス・カージナルス                                |                                                   |                                                     |
| 1972年   | 4月 | ドン・サットン                            | ロサンゼルス・ドジャース                                  |                                                   |                                                     |
| 1972年   | 5月 | ボブ・ワトソン                            | ヒューストン・アストロズ                                  |                                                   |                                                     |
| 1972年   | 6月 | シーザー・セデーニョ                      | ヒューストン・アストロズ                                  |                                                   |                                                     |
| 1972年   | 7月 | ビリー・ウィリアムズ (2)                  | シカゴ・カブス                                            |                                                   |                                                     |
| 1972年   | 8月 | ケン・ヘンダーソン                        | サンフランシスコ・ジャイアンツ                            |                                                   |                                                     |
| 1973年   | 4月 | ジェリー・クーズマン                      | ニューヨーク・メッツ                                      |                                                   |                                                     |
| 1973年   | 5月 | ウィリー・クロフォード                    | ロサンゼルス・ドジャース                                  |                                                   |                                                     |
| 1973年   | 6月 | グレッグ・ルジンスキー                    | フィラデルフィア・フィリーズ                              |                                                   |                                                     |
| 1973年   | 7月 | ピート・ローズ (4)                        | シンシナティ・レッズ                                      |                                                   |                                                     |
| 1973年   | 8月 | デーブ・ジョンソン                        | アトランタ・ブレーブス                                    |                                                   |                                                     |
| 1974年   | 4月 | トミー・ジョン                            | ロサンゼルス・ドジャース                                  | グレイグ・ネトルズ                                | ニューヨーク・ヤンキース                            |
| 1974年   | 5月 | ラルフ・ガー                              | アトランタ・ブレーブス                                    | ロッド・カルー                                    | ミネソタ・ツインズ                                  |
| 1974年   | 6月 | バズ・カプラ                              | アトランタ・ブレーブス                                    | ゲイロード・ペリー (2)                            | クリーブランド・インディアンス                      |
| 1974年   | 7月 | ドン・ガレット                            | シンシナティ・レッズ                                      | ドック・メディチ                                  | ニューヨーク・ヤンキース                            |
| 1974年   | 8月 | ルー・ブロック (2)                        | セントルイス・カージナルス                                | ノーラン・ライアン                                | カリフォルニア・エンゼルス                          |
| 1974年   | 9月 |                                           |                                                           | アル・ケーライン                                  | デトロイト・タイガース                              |
| 1975年   | 4月 | ジョー・モーガン                          | シンシナティ・レッズ                                      | ロビン・ヨーント                                  | ミルウォーキー・ブルワーズ                          |
| 1975年   | 5月 | ボブ・ワトソン (2)                        | ヒューストン・アストロズ                                  | ジム・ヒューズ                                    | ミネソタ・ツインズ                                  |
| 1975年   | 6月 | ジョー・モーガン (2)                      | シンシナティ・レッズ                                      | フレッド・リン                                    | ボストン・レッドソックス                            |
| 1975年   | 7月 | デーブ・キングマン                        | ニューヨーク・メッツ                                      | ジョン・メイベリー                                | カンザスシティ・ロイヤルズ                          |
| 1975年   | 8月 | トニー・ペレス                            | シンシナティ・レッズ                                      | ジム・パーマー                                    | ボルチモア・オリオールズ                            |
| 1975年   | 9月 | アンドレ・ソーントン                      | シカゴ・カブス                                            | ジーン・テナス                                    | オークランド・アスレチックス                        |
| 1976年   | 4月 | マイク・シュミット                        | フィラデルフィア・フィリーズ                              | ウィリー・ホートン                                | デトロイト・タイガース                              |
| 1976年   | 5月 | ジョージ・フォスター                      | シンシナティ・レッズ                                      | ロン・ルフロア                                    | デトロイト・タイガース                              |
| 1976年   | 6月 | アル・オリバー                            | ピッツバーグ・パイレーツ                                  | マーク・フィドリッチ                              | デトロイト・タイガース                              |
| 1976年   | 7月 | ジョージ・フォスター (2)                  | シンシナティ・レッズ                                      | レジー・ジャクソン                                | ボルチモア・オリオールズ                            |
| 1976年   | 8月 | ジョー・モーガン (3)                      | シンシナティ・レッズ                                      | ルイス・ティアント                                | ボストン・レッドソックス                            |
| 1976年   | 9月 | スティーブ・ガービー                      | ロサンゼルス・ドジャース                                  | ノーラン・ライアン (2) フランク・タナナ           | カリフォルニア・エンゼルス                          |
| 1977年   | 4月 | ロン・セイ                                | ロサンゼルス・ドジャース                                  | オットー・ベレス                                  | トロント・ブルージェイズ                            |
| 1977年   | 5月 | ケン・ライツ                              | セントルイス・カージナルス                                | フランク・タナナ (2)                              | カリフォルニア・エンゼルス                          |
| 1977年   | 6月 | ジョージ・フォスター (3)                  | シンシナティ・レッズ                                      | ロッド・カルー (2)                                | ミネソタ・ツインズ                                  |
| 1977年   | 7月 | グレッグ・ルジンスキー (2)                | フィラデルフィア・フィリーズ                              | ジム・ライス                                      | ボストン・レッドソックス                            |
| 1977年   | 8月 | ジョージ・フォスター (4)                  | シンシナティ・レッズ                                      | グレイグ・ネトルズ (2)                            | ニューヨーク・ヤンキース                            |
| 1977年   | 9月 | シーザー・セデーニョ (2)                  | ヒューストン・アストロズ                                  | ロッド・カルー (3)                                | ミネソタ・ツインズ                                  |
| 1978年   | 4月 | リック・マンデイ                          | ロサンゼルス・ドジャース                                  | フランク・タナナ (3)                              | カリフォルニア・エンゼルス                          |
| 1978年   | 5月 | ジャック・クラーク                        | サンフランシスコ・ジャイアンツ                            | ジム・ライス (2)                                  | ボストン・レッドソックス                            |
| 1978年   | 6月 | デーブ・ウィンフィールド                  | サンディエゴ・パドレス                                    | ロン・ギドリー                                    | ニューヨーク・ヤンキース                            |
| 1978年   | 7月 | ピート・ローズ (5)                        | シンシナティ・レッズ                                      | ダグ・デシンセイ                                  | ボルチモア・オリオールズ                            |
| 1978年   | 8月 | デーブ・パーカー                          | ピッツバーグ・パイレーツ                                  | ジム・ライス (3)                                  | ボストン・レッドソックス                            |
| 1978年   | 9月 | デーブ・パーカー (2)                      | ピッツバーグ・パイレーツ                                  | ロン・ギドリー (2)                                | ニューヨーク・ヤンキース                            |
| 1979年   | 4月 | ジョージ・フォスター (5)                  | シンシナティ・レッズ                                      | セシル・クーパー                                  | ミルウォーキー・ブルワーズ                          |
| 1979年   | 5月 | ルー・ブロック (3)                        | セントルイス・カージナルス                                | ドン・ベイラー                                    | カリフォルニア・エンゼルス                          |
| 1979年   | 6月 | ジョージ・フォスター (6)                  | シンシナティ・レッズ                                      | ダン・メイヤー                                    | シアトル・マリナーズ                                |
| 1979年   | 7月 | マイク・シュミット (2)                    | フィラデルフィア・フィリーズ                              | ドン・ベイラー (2)                                | カリフォルニア・エンゼルス                          |
| 1979年   | 8月 | キース・ヘルナンデス                      | セントルイス・カージナルス                                | フレッド・リン (2)                                | ボストン・レッドソックス                            |
| 1979年   | 9月 | ピート・ローズ (6)                        | フィラデルフィア・フィリーズ                              | アルフレド・グリフィン                            | トロント・ブルージェイズ                            |
| 1980年代 |     |                                           |                                                           |                                                   |                                                     |
| 1980年   | 4月 | デーブ・キングマン (2)                    | シカゴ・カブス                                            | ラマー・ジョンソン                                | シカゴ・ホワイトソックス                            |
| 1980年   | 5月 | マイク・シュミット (3)                    | フィラデルフィア・フィリーズ                              | ベン・オグリビー                                  | ミルウォーキー・ブルワーズ                          |
| 1980年   | 6月 | ダスティ・ベイカー                        | ロサンゼルス・ドジャース                                  | ロッド・カルー (4)                                | カリフォルニア・エンゼルス                          |
| 1980年   | 7月 | ボブ・ホーナー                            | アトランタ・ブレーブス                                    | ジョージ・ブレット レジー・ジャクソン (2)         | カンザスシティ・ロイヤルズ ニューヨーク・ヤンキース |
| 1980年   | 8月 | デール・マーフィー                        | アトランタ・ブレーブス                                    | セシル・クーパー (2)                              | ミルウォーキー・ブルワーズ                          |
| 1980年   | 9月 | ゲイリー・カーター                        | モントリオール・エクスポズ                                | エディ・マレー ジム・ライス (4)                   | ボルチモア・オリオールズ ボストン・レッドソックス   |
| 1981年   | 4月 | デーブ・コンセプシオン                    | シンシナティ・レッズ                                      | ケン・シングルトン                                | ボルチモア・オリオールズ                            |
| 1981年   | 5月 | アート・ハウ                              | ヒューストン・アストロズ                                  | ドワイト・エバンス                                | ボストン・レッドソックス                            |
| 1981年   | 6月 | 50日間に及ぶストライキ                    | 50日間に及ぶストライキ                                    | 50日間に及ぶストライキ                            | 50日間に及ぶストライキ                              |
| 1981年   | 7月 | 50日間に及ぶストライキ                    | 50日間に及ぶストライキ                                    | 50日間に及ぶストライキ                            | 50日間に及ぶストライキ                              |
| 1981年   | 8月 | マイク・シュミット (4)                    | フィラデルフィア・フィリーズ                              | セシル・クーパー (3)                              | ミルウォーキー・ブルワーズ                          |
| 1981年   | 9月 | ゲイリー・マシューズ                      | フィラデルフィア・フィリーズ                              | エディ・マレー (2) ウィリー・ウィルソン           | ボルチモア・オリオールズ カンザスシティ・ロイヤルズ |
| 1982年   | 4月 | デール・マーフィー (2)                    | アトランタ・ブレーブス                                    | エディ・マレー (3)                                | ボルチモア・オリオールズ                            |
| 1982年   | 5月 | ティム・ウォーラック                      | モントリオール・エクスポズ                                | ハル・マクレー                                    | カンザスシティ・ロイヤルズ                          |
| 1982年   | 6月 | アル・オリバー (2)                        | モントリオール・エクスポズ                                | ジョージ・ブレット (2)                            | カンザスシティ・ロイヤルズ                          |
| 1982年   | 7月 | マイク・シュミット (5)                    | フィラデルフィア・フィリーズ                              | ロビン・ヨーント (2)                              | ミルウォーキー・ブルワーズ                          |
| 1982年   | 8月 | ビル・バックナー                          | シカゴ・カブス                                            | ダグ・デシンセイ (2)                              | カリフォルニア・エンゼルス                          |
| 1982年   | 9月 | クローデル・ワシントン                    | アトランタ・ブレーブス                                    | デーブ・ウィンフィールド (2)                      | ニューヨーク・ヤンキース                            |
| 1983年   | 4月 | テリー・ケネディ                          | サンディエゴ・パドレス                                    | ジョージ・ブレット (3)                            | カンザスシティ・ロイヤルズ                          |
| 1983年   | 5月 | ダレル・エバンス                          | サンフランシスコ・ジャイアンツ                            | ロッド・カルー (5)                                | カリフォルニア・エンゼルス                          |
| 1983年   | 6月 | アンドレ・ソーントン                      | モントリオール・エクスポズ                                | ルー・ウィテカー                                  | デトロイト・タイガース                              |
| 1983年   | 7月 | ダスティ・ベイカー (2)                    | ロサンゼルス・ドジャース                                  | セシル・クーパー (4)                              | ミルウォーキー・ブルワーズ                          |
| 1983年   | 8月 | メル・ホール                              | シカゴ・カブス                                            | ロイド・モスビー                                  | トロント・ブルージェイズ                            |
| 1983年   | 9月 | デール・マーフィー (3)                    | アトランタ・ブレーブス                                    | カル・リプケン・ジュニア                          | ボルチモア・オリオールズ                            |
| 1984年   | 4月 | トニー・グウィン                          | サンディエゴ・パドレス                                    | アラン・トランメル                                | デトロイト・タイガース                              |
| 1984年   | 5月 | レオン・ダーラム                          | シカゴ・カブス                                            | エディ・マレー (4)                                | ボルチモア・オリオールズ                            |
| 1984年   | 6月 | ライン・サンドバーグ                      | シカゴ・カブス                                            | トニー・アーマス                                  | ボストン・レッドソックス                            |
| 1984年   | 7月 | ホセ・クルーズ                            | ヒューストン・アストロズ                                  | ケント・ハーベック                                | ミネソタ・ツインズ                                  |
| 1984年   | 8月 | キース・モアランド                        | シカゴ・カブス                                            | ゲイリー・ウォード                                | テキサス・レンジャーズ                              |
| 1984年   | 9月 | デール・マーフィー (4)                    | アトランタ・ブレーブス                                    | グレッグ・ウォーカー                              | シカゴ・ホワイトソックス                            |
| 1985年   | 4月 | デール・マーフィー (5)                    | アトランタ・ブレーブス                                    | マイク・デービス                                  | オークランド・アスレチックス                        |
| 1985年   | 5月 | デーブ・パーカー (3)                      | シンシナティ・レッズ                                      | ジョージ・ブレット (4)                            | カンザスシティ・ロイヤルズ                          |
| 1985年   | 6月 | ペドロ・ゲレーロ                          | ロサンゼルス・ドジャース                                  | リッキー・ヘンダーソン                            | ニューヨーク・ヤンキース                            |
| 1985年   | 7月 | キース・ヘルナンデス (2)                  | ニューヨーク・メッツ                                      | ジョージ・ブレット (5)                            | カンザスシティ・ロイヤルズ                          |
| 1985年   | 8月 | ウィリー・マギー                          | セントルイス・カージナルス                                | ドン・マッティングリー                            | ニューヨーク・ヤンキース                            |
| 1985年   | 9月 | ゲイリー・カーター (2)                    | ニューヨーク・メッツ                                      | ドン・マッティングリー (2)                        | ニューヨーク・ヤンキース                            |
| 1986年   | 4月 | ジョニー・レイ                            | ピッツバーグ・パイレーツ                                  | カービー・パケット                                | ミネソタ・ツインズ                                  |
| 1986年   | 5月 | ヒュービー・ブルックス                    | モントリオール・エクスポズ                                | ウェイド・ボッグス                                | ボストン・レッドソックス                            |
| 1986年   | 6月 | ケビン・バス                              | ヒューストン・アストロズ                                  | ケント・ハーベック (2)                            | ミネソタ・ツインズ                                  |
| 1986年   | 7月 | エリック・デービス                        | シンシナティ・レッズ                                      | スコット・フレッチャー                            | テキサス・レンジャーズ                              |
| 1986年   | 8月 | デール・マーフィー (6)                    | アトランタ・ブレーブス                                    | ダグ・デシンセイ (3)                              | カリフォルニア・エンゼルス                          |
| 1986年   | 9月 | スティーブ・サックス                      | ロサンゼルス・ドジャース                                  | ドン・マッティングリー (3)                        | ニューヨーク・ヤンキース                            |
| 1987年   | 4月 | エリック・デービス (2)                    | シンシナティ・レッズ                                      | ブライアン・ダウニング                            | カリフォルニア・エンゼルス                          |
| 1987年   | 5月 | エリック・デービス (3)                    | シンシナティ・レッズ                                      | ラリー・パリッシュ                                | テキサス・レンジャーズ                              |
| 1987年   | 6月 | トニー・グウィン (2)                      | サンディエゴ・パドレス                                    | ウェイド・ボッグス (2)                            | ボストン・レッドソックス                            |
| 1987年   | 7月 | ボー・ディアス                            | シンシナティ・レッズ                                      | ドン・マッティングリー (4)                        | ニューヨーク・ヤンキース                            |
| 1987年   | 8月 | アンドレ・ソーントン (2)                  | シカゴ・カブス                                            | ドワイト・エバンス (2)                            | ボストン・レッドソックス                            |
| 1987年   | 9月 | ダリル・ストロベリー                      | ニューヨーク・メッツ                                      | アラン・トランメル (2)                            | デトロイト・タイガース                              |
| 1988年   | 4月 | ボビー・ボニーヤ                          | ピッツバーグ・パイレーツ                                  | デーブ・ウィンフィールド (3)                      | ニューヨーク・ヤンキース                            |
| 1988年   | 5月 | ボビー・ボニーヤ (2)                      | ピッツバーグ・パイレーツ                                  | カーネイ・ランスフォード                          | オークランド・アスレチックス                        |
| 1988年   | 6月 | ウィル・クラーク                          | サンフランシスコ・ジャイアンツ                            | マイク・グリーンウェル                            | ボストン・レッドソックス                            |
| 1988年   | 7月 | トニー・グウィン (3)                      | サンディエゴ・パドレス                                    | チリ・デービス                                    | カリフォルニア・エンゼルス                          |
| 1988年   | 8月 | エリック・デービス (4)                    | シンシナティ・レッズ                                      | ケント・ハーベック (3)                            | ミネソタ・ツインズ                                  |
| 1988年   | 9月 | ケビン・マクレイノルズ                    | ニューヨーク・メッツ                                      | ホセ・カンセコ                                    | オークランド・アスレチックス                        |
| 1989年   | 4月 | ボン・ヘイズ                              | フィラデルフィア・フィリーズ                              | フレッド・マグリフ                                | トロント・ブルージェイズ                            |
| 1989年   | 5月 | ウィル・クラーク (2)                      | サンフランシスコ・ジャイアンツ                            | ロン・キトル                                      | シカゴ・ホワイトソックス                            |
| 1989年   | 6月 | ハワード・ジョンソン                      | ニューヨーク・メッツ                                      | ルーベン・シエラ                                  | テキサス・レンジャーズ                              |
| 1989年   | 7月 | マーク・グレース                          | シカゴ・カブス                                            | ロビン・ヨーント (3)                              | ミルウォーキー・ブルワーズ                          |
| 1989年   | 8月 | ペドロ・ゲレーロ (2)                      | セントルイス・カージナルス                                | ジョージ・ベル ニック・エサスキー                 | トロント・ブルージェイズ ボストン・レッドソックス   |
| 1989年   | 9月 | ウィル・クラーク (3)                      | サンフランシスコ・ジャイアンツ                            | ポール・モリター                                  | ミルウォーキー・ブルワーズ                          |
| 1990年代 |     |                                           |                                                           |                                                   |                                                     |
| 1990年   | 4月 | ボビー・ボニーヤ (3)                      | ピッツバーグ・パイレーツ                                  | ケン・グリフィー・ジュニア                        | シアトル・マリナーズ                                |
| 1990年   | 5月 | アンドレ・ソーントン (3)                  | シカゴ・カブス                                            | ホセ・カンセコ (2)                                | オークランド・アスレチックス                        |
| 1990年   | 6月 | ライン・サンドバーグ (2)                  | シカゴ・カブス                                            | ブルック・ジャコビー                              | クリーブランド・インディアンス                      |
| 1990年   | 7月 | バリー・ボンズ                            | ピッツバーグ・パイレーツ                                  | ジョージ・ブレット (6)                            | カンザスシティ・ロイヤルズ                          |
| 1990年   | 8月 | デビッド・ジャスティス                    | アトランタ・ブレーブス                                    | セシル・フィルダー                                | デトロイト・タイガース                              |
| 1990年   | 9月 | カル・ダニエルズ                          | ロサンゼルス・ドジャース                                  | ケリー・グルーバー                                | トロント・ブルージェイズ                            |
| 1991年   | 4月 | フェリックス・ホセ                        | セントルイス・カージナルス                                | デーブ・ヘンダーソン                              | オークランド・アスレチックス                        |
| 1991年   | 5月 | デビッド・ジャスティス (2)                | アトランタ・ブレーブス                                    | ルーベン・シエラ (2)                              | テキサス・レンジャーズ                              |
| 1991年   | 6月 | バリー・ラーキン                          | シンシナティ・レッズ                                      | ジョー・カーター                                  | トロント・ブルージェイズ                            |
| 1991年   | 7月 | バリー・ボンズ (2)                        | ピッツバーグ・パイレーツ                                  | ロビン・ベンチュラ                                | シカゴ・ホワイトソックス                            |
| 1991年   | 8月 | ウィル・クラーク (4)                      | サンフランシスコ・ジャイアンツ                            | フランク・トーマス                                | シカゴ・ホワイトソックス                            |
| 1991年   | 9月 | ハワード・ジョンソン (2)                  | ニューヨーク・メッツ                                      | カル・リプケン・ジュニア (2)                      | ボルチモア・オリオールズ                            |
| 1992年   | 4月 | バリー・ボンズ (3)                        | ピッツバーグ・パイレーツ                                  | ロベルト・アロマー                                | トロント・ブルージェイズ                            |
| 1992年   | 5月 | フェリックス・ホセ (2)                    | セントルイス・カージナルス                                | カービー・パケット (2)                            | ミネソタ・ツインズ                                  |
| 1992年   | 6月 | コーリー・スナイダー                      | サンフランシスコ・ジャイアンツ                            | カービー・パケット (3)                            | ミネソタ・ツインズ                                  |
| 1992年   | 7月 | ブレット・バトラー                        | ロサンゼルス・ドジャース                                  | エドガー・マルティネス                            | シアトル・マリナーズ                                |
| 1992年   | 8月 | ゲイリー・シェフィールド                  | サンディエゴ・パドレス                                    | エドガー・マルティネス (2)                        | シアトル・マリナーズ                                |
| 1992年   | 9月 | バリー・ボンズ (4)                        | ピッツバーグ・パイレーツ                                  | フランク・トーマス (2)                            | シカゴ・ホワイトソックス                            |
| 1993年   | 4月 | バリー・ボンズ (5)                        | サンフランシスコ・ジャイアンツ                            | ジョン・オルルド                                  | トロント・ブルージェイズ                            |
| 1993年   | 5月 | ジェフ・バグウェル                        | ヒューストン・アストロズ                                  | ポール・モリター (2)                              | トロント・ブルージェイズ                            |
| 1993年   | 6月 | アンドレス・ガララーガ                    | コロラド・ロッキーズ                                      | ジョン・オルルド (2)                              | トロント・ブルージェイズ                            |
| 1993年   | 7月 | フレッド・マグリフ (2)                    | サンディエゴ・パドレス                                    | ラファエル・パルメイロ                            | テキサス・レンジャーズ                              |
| 1993年   | 8月 | トニー・グウィン (4)                      | サンディエゴ・パドレス                                    | フランク・トーマス (3)                            | シカゴ・ホワイトソックス                            |
| 1993年   | 9月 | アンドレス・ガララーガ (2)                | コロラド・ロッキーズ                                      | クリス・ホイルズ                                  | ボルチモア・オリオールズ                            |
| 1994年   | 4月 | エリス・バークス                          | コロラド・ロッキーズ                                      | ジョー・カーター (2)                              | トロント・ブルージェイズ                            |
| 1994年   | 5月 | レニー・ダイクストラ マイク・ピアッツァ   | フィラデルフィア・フィリーズ ロサンゼルス・ドジャース     | フランク・トーマス (4)                            | シカゴ・ホワイトソックス                            |
| 1994年   | 6月 | ジェフ・バグウェル (2)                    | ヒューストン・アストロズ                                  | アルバート・ベル                                  | クリーブランド・インディアンス                      |
| 1994年   | 7月 | ジェフ・バグウェル (3)                    | ヒューストン・アストロズ                                  | フランク・トーマス (5)                            | シカゴ・ホワイトソックス                            |
| 1994年   | 8月 | 232日間に及ぶ長期ストライキ               | 232日間に及ぶ長期ストライキ                               | 232日間に及ぶ長期ストライキ                       | 232日間に及ぶ長期ストライキ                         |
| 1994年   | 9月 | 232日間に及ぶ長期ストライキ               | 232日間に及ぶ長期ストライキ                               | 232日間に及ぶ長期ストライキ                       | 232日間に及ぶ長期ストライキ                         |
| 1995年   | 4月 | 232日間に及ぶ長期ストライキ               | 232日間に及ぶ長期ストライキ                               | 232日間に及ぶ長期ストライキ                       | 232日間に及ぶ長期ストライキ                         |
| 1995年   | 5月 | マット・ウィリアムズ                      | サンフランシスコ・ジャイアンツ                            | マニー・ラミレス                                  | クリーブランド・インディアンス                      |
| 1995年   | 6月 | ジェフ・コーナイン                        | フロリダ・マーリンズ                                      | エドガー・マルティネス (3)                        | シアトル・マリナーズ                                |
| 1995年   | 7月 | ダンテ・ビシェット                        | コロラド・ロッキーズ                                      | ギャレット・アンダーソン                          | カリフォルニア・エンゼルス                          |
| 1995年   | 8月 | マイク・ピアッツァ (2)                    | ロサンゼルス・ドジャース                                  | アルバート・ベル (2)                              | クリーブランド・インディアンス                      |
| 1995年   | 9月 | ダンテ・ビシェット (2)                    | コロラド・ロッキーズ                                      | アルバート・ベル (3)                              | クリーブランド・インディアンス                      |
| 1996年   | 4月 | バリー・ボンズ (6)                        | サンフランシスコ・ジャイアンツ                            | フランク・トーマス (6)                            | シカゴ・ホワイトソックス                            |
| 1996年   | 5月 | ジェフ・バグウェル (4)                    | ヒューストン・アストロズ                                  | モー・ボーン                                      | ボストン・レッドソックス                            |
| 1996年   | 6月 | ダンテ・ビシェット (3)                    | コロラド・ロッキーズ                                      | マーク・マグワイア                                | オークランド・アスレチックス                        |
| 1996年   | 7月 | サミー・ソーサ                            | シカゴ・カブス                                            | フアン・ゴンザレス                                | テキサス・レンジャーズ                              |
| 1996年   | 8月 | ケン・カミニティ                          | サンディエゴ・パドレス                                    | アレックス・ロドリゲス                            | シアトル・マリナーズ                                |
| 1996年   | 9月 | ケン・カミニティ (2)                      | サンディエゴ・パドレス                                    | フランク・トーマス (7)                            | シカゴ・ホワイトソックス                            |
| 1997年   | 4月 | ラリー・ウォーカー                        | コロラド・ロッキーズ                                      | ケン・グリフィー・ジュニア (2)                    | シアトル・マリナーズ                                |
| 1997年   | 5月 | トニー・グウィン (5)                      | サンディエゴ・パドレス                                    | フランク・トーマス (8)                            | シカゴ・ホワイトソックス                            |
| 1997年   | 6月 | マイク・ピアッツァ (3)                    | ロサンゼルス・ドジャース                                  | ジェフ・キング                                    | カンザスシティ・ロイヤルズ                          |
| 1997年   | 7月 | バリー・ボンズ (7)                        | サンフランシスコ・ジャイアンツ                            | ティム・サーモン                                  | アナハイム・エンゼルス                              |
| 1997年   | 8月 | マイク・ピアッツァ (4)                    | ロサンゼルス・ドジャース                                  | バーニー・ウィリアムス                            | ニューヨーク・ヤンキース                            |
| 1997年   | 9月 | マーク・マグワイア (2)                    | セントルイス・カージナルス                                | フアン・ゴンザレス (2)                            | テキサス・レンジャーズ                              |
| 1998年   | 4月 | マーク・マグワイア (3)                    | セントルイス・カージナルス                                | イバン・ロドリゲス                                | テキサス・レンジャーズ                              |
| 1998年   | 5月 | マーク・マグワイア (4)                    | セントルイス・カージナルス                                | バーニー・ウィリアムス (2)                        | ニューヨーク・ヤンキース                            |
| 1998年   | 6月 | サミー・ソーサ (2)                        | シカゴ・カブス                                            | ラファエル・パルメイロ (2)                        | ボルチモア・オリオールズ                            |
| 1998年   | 7月 | ブラディミール・ゲレーロ                  | モントリオール・エクスポズ                                | アルバート・ベル (4)                              | シカゴ・ホワイトソックス                            |
| 1998年   | 8月 | ジェフ・ケント                            | サンフランシスコ・ジャイアンツ                            | デレク・ジーター                                  | ニューヨーク・ヤンキース                            |
| 1998年   | 9月 | マーク・マグワイア (5)                    | セントルイス・カージナルス                                | アルバート・ベル (5)                              | シカゴ・ホワイトソックス                            |
| 1999年   | 4月 | マット・ウィリアムズ (2)                  | アリゾナ・ダイヤモンドバックス                            | マニー・ラミレス (2)                              | クリーブランド・インディアンス                      |
| 1999年   | 5月 | サミー・ソーサ (3)                        | シカゴ・カブス                                            | ノマー・ガルシアパーラ                            | ボストン・レッドソックス                            |
| 1999年   | 6月 | ジェロミー・バーニッツ                    | ミルウォーキー・ブルワーズ                                | ラファエル・パルメイロ (3)                        | テキサス・レンジャーズ                              |
| 1999年   | 7月 | マーク・マグワイア (6)                    | セントルイス・カージナルス                                | ジョー・ランダ                                    | カンザスシティ・ロイヤルズ                          |
| 1999年   | 8月 | ブラディミール・ゲレーロ (2)              | モントリオール・エクスポズ                                | ラファエル・パルメイロ (4) イバン・ロドリゲス (2) | テキサス・レンジャーズ                              |
| 1999年   | 9月 | グレッグ・ボーン                          | シンシナティ・レッズ                                      | アルバート・ベル (6)                              | ボルチモア・オリオールズ                            |
| 2000年代 |     |                                           |                                                           |                                                   |                                                     |
| 2000年   | 4月 | ブラディミール・ゲレーロ (3)              | モントリオール・エクスポズ                                | ジャーメイン・ダイ                                | カンザスシティ・ロイヤルズ                          |
| 2000年   | 5月 | トッド・ヘルトン                          | コロラド・ロッキーズ                                      | エドガー・マルティネス (4)                        | シアトル・マリナーズ                                |
| 2000年   | 6月 | ジェフ・ケント (2)                        | サンフランシスコ・ジャイアンツ                            | アルバート・ベル (7)                              | ボルチモア・オリオールズ                            |
| 2000年   | 7月 | サミー・ソーサ (4)                        | シカゴ・カブス                                            | ジョニー・デイモン                                | カンザスシティ・ロイヤルズ                          |
| 2000年   | 8月 | トッド・ヘルトン (2)                      | コロラド・ロッキーズ                                      | グレナレン・ヒル                                  | ニューヨーク・ヤンキース                            |
| 2000年   | 9月 | リチャード・ヒダルゴ                      | ヒューストン・アストロズ                                  | ジェイソン・ジアンビ                              | オークランド・アスレチックス                        |
| 2001年   | 4月 | ルイス・ゴンザレス                        | アリゾナ・ダイヤモンドバックス                            | マニー・ラミレス (3)                              | ボストン・レッドソックス                            |
| 2001年   | 5月 | バリー・ボンズ (8)                        | サンフランシスコ・ジャイアンツ                            | ジェイソン・ジアンビ (2)                          | オークランド・アスレチックス                        |
| 2001年   | 6月 | ルイス・ゴンザレス (2)                    | アリゾナ・ダイヤモンドバックス                            | マイク・スウィーニー                              | カンザスシティ・ロイヤルズ                          |
| 2001年   | 7月 | ジェフ・バグウェル (5)                    | ヒューストン・アストロズ                                  | ジム・トーミ                                      | クリーブランド・インディアンス                      |
| 2001年   | 8月 | サミー・ソーサ (5)                        | シカゴ・カブス                                            | ジャーメイン・ダイ (2)                            | オークランド・アスレチックス                        |
| 2001年   | 9月 | バリー・ボンズ (9)                        | サンフランシスコ・ジャイアンツ                            | エリック・チャベス                                | オークランド・アスレチックス                        |
| 2002年   | 4月 | ブラディミール・ゲレーロ (4)              | モントリオール・エクスポズ                                | トリー・ハンター                                  | ミネソタ・ツインズ                                  |
| 2002年   | 5月 | トッド・ヘルトン (3)                      | コロラド・ロッキーズ                                      | ジェイソン・ジアンビ (3)                          | ニューヨーク・ヤンキース                            |
| 2002年   | 6月 | ジェフ・ケント (3)                        | サンフランシスコ・ジャイアンツ                            | ポール・コネルコ                                  | シカゴ・ホワイトソックス                            |
| 2002年   | 7月 | ラリー・ウォーカー (2)                    | コロラド・ロッキーズ                                      | アレックス・ロドリゲス (2)                        | テキサス・レンジャーズ                              |
| 2002年   | 8月 | バリー・ボンズ (10)                       | サンフランシスコ・ジャイアンツ                            | アレックス・ロドリゲス (3)                        | テキサス・レンジャーズ                              |
| 2002年   | 9月 | ブライアン・ジョーダン                    | ロサンゼルス・ドジャース                                  | マニー・ラミレス (4)                              | ボストン・レッドソックス                            |
| 2003年   | 4月 | トッド・ヘルトン (4)                      | コロラド・ロッキーズ                                      | アルフォンソ・ソリアーノ                          | ニューヨーク・ヤンキース                            |
| 2003年   | 5月 | アルバート・プホルス                      | セントルイス・カージナルス                                | エドガー・マルティネス (5)                        | シアトル・マリナーズ                                |
| 2003年   | 6月 | アルバート・プホルス (2)                  | セントルイス・カージナルス                                | ジェイソン・ジアンビ (4)                          | ニューヨーク・ヤンキース                            |
| 2003年   | 7月 | バリー・ボンズ (11)                       | サンフランシスコ・ジャイアンツ                            | マグリオ・オルドニェス                            | シカゴ・ホワイトソックス                            |
| 2003年   | 8月 | ブラディミール・ゲレーロ (5)              | モントリオール・エクスポズ                                | アレックス・ロドリゲス (4)                        | テキサス・レンジャーズ                              |
| 2003年   | 9月 | ジム・トーミ (2)                          | フィラデルフィア・フィリーズ                              | アルフォンソ・ソリアーノ (2)                      | ニューヨーク・ヤンキース                            |
| 2004年   | 4月 | バリー・ボンズ (12)                       | サンフランシスコ・ジャイアンツ                            | カルロス・ベルトラン                              | カンザスシティ・ロイヤルズ                          |
| 2004年   | 5月 | ランス・バークマン                        | ヒューストン・アストロズ                                  | メルビン・モーラ                                  | ボルチモア・オリオールズ                            |
| 2004年   | 6月 | ジム・トーミ (3)                          | フィラデルフィア・フィリーズ                              | イバン・ロドリゲス (3)                            | デトロイト・タイガース                              |
| 2004年   | 7月 | ジム・エドモンズ                          | セントルイス・カージナルス                                | マーク・テシェイラ                                | テキサス・レンジャーズ                              |
| 2004年   | 8月 | バリー・ボンズ (13)                       | サンフランシスコ・ジャイアンツ                            | イチロー                                          | シアトル・マリナーズ                                |
| 2004年   | 9月 | エイドリアン・ベルトレ                    | ロサンゼルス・ドジャース                                  | ブラディミール・ゲレーロ (6)                      | アナハイム・エンゼルス                              |
| 2005年   | 4月 | デレク・リー                              | シカゴ・カブス                                            | ブライアン・ロバーツ                              | ボルチモア・オリオールズ                            |
| 2005年   | 5月 | ボビー・アブレイユ                        | フィラデルフィア・フィリーズ                              | アレックス・ロドリゲス (5)                        | ニューヨーク・ヤンキース                            |
| 2005年   | 6月 | アンドリュー・ジョーンズ                  | アトランタ・ブレーブス                                    | トラビス・ハフナー                                | クリーブランド・インディアンス                      |
| 2005年   | 7月 | アダム・ダン                              | シンシナティ・レッズ                                      | ジェイソン・ジアンビ (5)                          | ニューヨーク・ヤンキース                            |
| 2005年   | 8月 | アンドリュー・ジョーンズ (2)              | アトランタ・ブレーブス                                    | アレックス・ロドリゲス (6)                        | ニューヨーク・ヤンキース                            |
| 2005年   | 9月 | ランディ・ウィン                          | サンフランシスコ・ジャイアンツ                            | デビッド・オルティーズ                            | ボストン・レッドソックス                            |
| 2006年   | 4月 | アルバート・プホルス （3）                | セントルイス・カージナルス                                | ジェイソン・ジアンビ (6)                          | ニューヨーク・ヤンキース                            |
| 2006年   | 5月 | ジェイソン・ベイ                          | ピッツバーグ・パイレーツ                                  | アレックス・ロドリゲス (7)                        | ニューヨーク・ヤンキース                            |
| 2006年   | 6月 | デビッド・ライト                          | ニューヨーク・メッツ                                      | ジョー・マウアー                                  | ミネソタ・ツインズ                                  |
| 2006年   | 7月 | チェイス・アトリー                        | フィラデルフィア・フィリーズ                              | デビッド・オルティーズ (2)                        | ボストン・レッドソックス                            |
| 2006年   | 8月 | ライアン・ハワード                        | フィラデルフィア・フィリーズ                              | トラビス・ハフナー (2)                            | クリーブランド・インディアンス                      |
| 2006年   | 9月 | ライアン・ハワード (2)                    | フィラデルフィア・フィリーズ                              | ロビンソン・カノ                                  | ニューヨーク・ヤンキース                            |
| 2007年   | 4月 | ホセ・レイエス                            | ニューヨーク・メッツ                                      | アレックス・ロドリゲス (8)                        | ニューヨーク・ヤンキース                            |
| 2007年   | 5月 | プリンス・フィルダー                      | ミルウォーキー・ブルワーズ                                | ジャスティン・モルノー                            | ミネソタ・ツインズ                                  |
| 2007年   | 6月 | アルフォンソ・ソリアーノ (3)              | シカゴ・カブス                                            | アレックス・ロドリゲス (9)                        | ニューヨーク・ヤンキース                            |
| 2007年   | 7月 | ライアン・ブラウン                        | ミルウォーキー・ブルワーズ                                | 松井秀喜                                          | ニューヨーク・ヤンキース                            |
| 2007年   | 8月 | マーク・テシェイラ (2)                    | アトランタ・ブレーブス                                    | マグリオ・オルドニェス (2)                        | デトロイト・タイガース                              |
| 2007年   | 9月 | マット・ホリデイ                          | コロラド・ロッキーズ                                      | デビッド・オルティーズ (3)                        | ボストン・レッドソックス                            |
| 2008年   | 4月 | チェイス・アトリー (2)                    | フィラデルフィア・フィリーズ                              | ジョシュ・ハミルトン                              | テキサス・レンジャーズ                              |
| 2008年   | 5月 | ランス・バークマン (2)                    | ヒューストン・アストロズ                                  | ジョシュ・ハミルトン (2)                          | テキサス・レンジャーズ                              |
| 2008年   | 6月 | ハンリー・ラミレス                        | フロリダ・マーリンズ                                      | J・D・ドリュー                                    | ボストン・レッドソックス                            |
| 2008年   | 7月 | ライアン・ブラウン (2)                    | ミルウォーキー・ブルワーズ                                | ミゲル・カブレラ                                  | デトロイト・タイガース                              |
| 2008年   | 8月 | マニー・ラミレス (5)                      | ロサンゼルス・ドジャース                                  | メルビン・モーラ (2)                              | ボルチモア・オリオールズ                            |
| 2008年   | 9月 | ライアン・ハワード (3)                    | フィラデルフィア・フィリーズ                              | 秋信守                                            | クリーブランド・インディアンス                      |
| 2009年   | 4月 | アルバート・プホルス (4)                  | セントルイス・カージナルス                                | エバン・ロンゴリア                                | タンパベイ・レイズ                                  |
| 2009年   | 5月 | ジャスティン・アップトン                  | アリゾナ・ダイヤモンドバックス                            | ジョー・マウアー (2)                              | ミネソタ・ツインズ                                  |
| 2009年   | 6月 | アルバート・プホルス (5)                  | セントルイス・カージナルス                                | B.J.アップトン                                    | タンパベイ・レイズ                                  |
| 2009年   | 7月 | ライアン・ラドウィック                    | セントルイス・カージナルス                                | ボビー・アブレイユ                                | ロサンゼルス・エンゼルス                            |
| 2009年   | 8月 | ライアン・ハワード (4)                    | フィラデルフィア・フィリーズ                              | ケンドリー・モラレス                              | ロサンゼルス・エンゼルス                            |
| 2009年   | 9月 | デレク・リー (2)                          | シカゴ・カブス                                            | ビリー・バトラー                                  | カンザスシティ・ロイヤルズ                          |
| 2010年代 |     |                                           |                                                           |                                                   |                                                     |
| 2010年   | 4月 | ケリー・ジョンソン                        | アリゾナ・ダイヤモンドバックス                            | ロビンソン・カノ (2)                              | ニューヨーク・ヤンキース                            |
| 2010年   | 5月 | トロイ・グロース                          | アトランタ・ブレーブス                                    | デビッド・オルティーズ (4)                        | ボストン・レッドソックス                            |
| 2010年   | 6月 | デビッド・ライト (2)                      | ニューヨーク・メッツ                                      | ジョシュ・ハミルトン (3)                          | テキサス・レンジャーズ                              |
| 2010年   | 7月 | バスター・ポージー                        | サンフランシスコ・ジャイアンツ                            | デルモン・ヤング ホセ・バティスタ                 | ミネソタ・ツインズ トロント・ブルージェイズ         |
| 2010年   | 8月 | アルバート・プホルス (6)                  | セントルイス・カージナルス                                | ホセ・バティスタ (2)                              | トロント・ブルージェイズ                            |
| 2010年   | 9月 | トロイ・トゥロウィツキー                  | コロラド・ロッキーズ                                      | アレックス・ロドリゲス (10)                       | ニューヨーク・ヤンキース                            |
| 2011年   | 4月 | ライアン・ブラウン (3)                    | ミルウォーキー・ブルワーズ                                | ホセ・バティスタ (3)                              | トロント・ブルージェイズ                            |
| 2011年   | 5月 | ジェイ・ブルース                          | シンシナティ・レッズ                                      | ホセ・バティスタ (4)                              | トロント・ブルージェイズ                            |
| 2011年   | 6月 | プリンス・フィルダー (2)                  | ミルウォーキー・ブルワーズ                                | エイドリアン・ゴンザレス                          | ボストン・レッドソックス                            |
| 2011年   | 7月 | エミリオ・ボニファシオ                    | フロリダ・マーリンズ                                      | ダスティン・ペドロイア                            | ボストン・レッドソックス                            |
| 2011年   | 8月 | ダン・アグラ                              | アトランタ・ブレーブス                                    | カーティス・グランダーソン                        | ニューヨーク・ヤンキース                            |
| 2011年   | 9月 | ライアン・ブラウン (4)                    | ミルウォーキー・ブルワーズ                                | エイドリアン・ベルトレ (2)                        | テキサス・レンジャーズ                              |
| 2012年   | 4月 | マット・ケンプ                            | ロサンゼルス・ドジャース                                  | ジョシュ・ハミルトン (4)                          | テキサス・レンジャーズ                              |
| 2012年   | 5月 | ジャンカルロ・スタントン                  | マイアミ・マーリンズ                                      | ジョシュ・ハミルトン (5)                          | テキサス・レンジャーズ                              |
| 2012年   | 6月 | アンドリュー・マカッチェン                | ピッツバーグ・パイレーツ                                  | ホセ・バティスタ (5)                              | トロント・ブルージェイズ                            |
| 2012年   | 7月 | アンドリュー・マカッチェン (2)            | ピッツバーグ・パイレーツ                                  | マイク・トラウト                                  | ロサンゼルス・エンゼルス                            |
| 2012年   | 8月 | チェイス・ヘッドリー                      | サンディエゴ・パドレス                                    | ミゲル・カブレラ (2)                              | デトロイト・タイガース                              |
| 2012年   | 9月 | チェイス・ヘッドリー (2)                  | サンディエゴ・パドレス                                    | エイドリアン・ベルトレ (3)                        | テキサス・レンジャーズ                              |
| 2013年   | 4月 | ジャスティン・アップトン (2)              | アトランタ・ブレーブス                                    | クリス・デービス                                  | ボルチモア・オリオールズ                            |
| 2013年   | 5月 | ドモニク・ブラウン                        | フィラデルフィア・フィリーズ                              | ミゲル・カブレラ (3)                              | デトロイト・タイガース                              |
| 2013年   | 6月 | ヤシエル・プイグ                          | ロサンゼルス・ドジャース                                  | ジェイソン・キプニス                              | クリーブランド・インディアンス                      |
| 2013年   | 7月 | ジェイソン・ワース                        | ワシントン・ナショナルズ                                  | エイドリアン・ベルトレ (4)                        | テキサス・レンジャーズ                              |
| 2013年   | 8月 | マーティン・プラド                        | アリゾナ・ダイヤモンドバックス                            | ミゲル・カブレラ (4)                              | デトロイト・タイガース                              |
| 2013年   | 9月 | ハンター・ペンス                          | サンフランシスコ・ジャイアンツ                            | ジョシュ・ドナルドソン                            | オークランド・アスレチックス                        |
| 2014年   | 4月 | トロイ・トゥロウィツキー (2)              | コロラド・ロッキーズ                                      | ホセ・アブレイユ                                  | シカゴ・ホワイトソックス                            |
| 2014年   | 5月 | ヤシエル・プイグ (2)                      | ロサンゼルス・ドジャース                                  | エドウィン・エンカーナシオン                      | トロント・ブルージェイズ                            |
| 2014年   | 6月 | アンドリュー・マカッチェン (3)            | ピッツバーグ・パイレーツ                                  | マイク・トラウト (2)                              | ロサンゼルス・エンゼルス                            |
| 2014年   | 7月 | ジェイソン・ワース (2)                    | ワシントン・ナショナルズ                                  | ホセ・アブレイユ (2)                              | シカゴ・ホワイトソックス                            |
| 2014年   | 8月 | ジョシュ・ハリソン                        | ピッツバーグ・パイレーツ                                  | ビクター・マルティネス                            | デトロイト・タイガース                              |
| 2014年   | 9月 | マット・ケンプ (2)                        | ロサンゼルス・ドジャース                                  | ミゲル・カブレラ (5)                              | デトロイト・タイガース                              |
| 2015年   | 4月 | エイドリアン・ゴンザレス (2)              | ロサンゼルス・ドジャース                                  | ネルソン・クルーズ                                | シアトル・マリナーズ                                |
| 2015年   | 5月 | ブライス・ハーパー                        | ワシントン・ナショナルズ                                  | ジェイソン・キプニス (2)                          | クリーブランド・インディアンス                      |
| 2015年   | 6月 | ジャンカルロ・スタントン (2)              | マイアミ・マーリンズ                                      | アルバート・プホルス (7)                          | ロサンゼルス・エンゼルス                            |
| 2015年   | 7月 | カルロス・ゴンザレス                      | コロラド・ロッキーズ                                      | マイク・トラウト (3)                              | ロサンゼルス・エンゼルス                            |
| 2015年   | 8月 | アンドリュー・マカッチェン (4)            | ピッツバーグ・パイレーツ                                  | エドウィン・エンカーナシオン (2)                  | トロント・ブルージェイズ                            |
| 2015年   | 9月 | ノーラン・アレナド                        | コロラド・ロッキーズ                                      | 秋信守 (2)                                        | テキサス・レンジャーズ                              |
| 2016年   | 4月 | ブライス・ハーパー (2)                    | ワシントン・ナショナルズ                                  | マニー・マチャド                                  | ボルチモア・オリオールズ                            |
| 2016年   | 5月 | ダニエル・マーフィー                      | ワシントン・ナショナルズ                                  | ジャッキー・ブラッドリー・ジュニア                | ボストン・レッドソックス                            |
| 2016年   | 6月 | ウィル・マイヤーズ                        | サンディエゴ・パドレス                                    | ホセ・アルトゥーベ                                | ヒューストン・アストロズ                            |
| 2016年   | 7月 | ダニエル・マーフィー (2)                  | ワシントン・ナショナルズ                                  | ムーキー・ベッツ                                  | ボストン・レッドソックス                            |
| 2016年   | 8月 | クリス・ブライアント                      | シカゴ・カブス                                            | ゲイリー・サンチェス                              | ニューヨーク・ヤンキース                            |
| 2016年   | 9月 | フレディ・フリーマン                      | アトランタ・ブレーブス                                    | ミゲル・カブレラ (6)                              | デトロイト・タイガース                              |
| 2017年   | 4月 | ライアン・ジマーマン                      | ワシントン・ナショナルズ                                  | マイク・トラウト (4)                              | ロサンゼルス・エンゼルス                            |
| 2017年   | 5月 | チャーリー・ブラックモン                  | コロラド・ロッキーズ                                      | カルロス・コレア                                  | ヒューストン・アストロズ                            |
| 2017年   | 6月 | アンドリュー・マカッチェン (5)            | ピッツバーグ・パイレーツ                                  | アーロン・ジャッジ                                | ニューヨーク・ヤンキース                            |
| 2017年   | 7月 | ノーラン・アレナド (2)                    | コロラド・ロッキーズ                                      | ホセ・アルトゥーベ (2)                            | ヒューストン・アストロズ                            |
| 2017年   | 8月 | ジャンカルロ・スタントン (3)              | マイアミ・マーリンズ                                      | マニー・マチャド (2)                              | ボルチモア・オリオールズ                            |
| 2017年   | 9月 | J.D.マルティネス                          | アリゾナ・ダイヤモンドバックス                            | アーロン・ジャッジ (2)                            | ニューヨーク・ヤンキース                            |
| 2018年   | 4月 | A.J.ポロック                              | アリゾナ・ダイヤモンドバックス                            | ディディ・グレゴリウス                            | ニューヨーク・ヤンキース                            |
| 2018年   | 5月 | スクーター・ジェネット                    | シンシナティ・レッズ                                      | フランシスコ・リンドーア                          | クリーブランド・インディアンス                      |
| 2018年   | 6月 | ポール・ゴールドシュミット                | アリゾナ・ダイヤモンドバックス                            | アレックス・ブレグマン                            | ヒューストン・アストロズ                            |
| 2018年   | 7月 | マット・カーペンター                      | セントルイス・カージナルス                                | ホセ・ラミレス                                    | クリーブランド・インディアンス                      |
| 2018年   | 8月 | ジャスティン・ターナー                    | ロサンゼルス・ドジャース                                  | J.D.マルティネス (2)                              | ボストン・レッドソックス                            |
| 2018年   | 9月 | クリスチャン・イエリッチ                  | ミルウォーキー・ブルワーズ                                | マイク・トラウト (5)                              | ロサンゼルス・エンゼルス                            |
| 2019年   | 4月 | コディ・ベリンジャー                      | ロサンゼルス・ドジャース                                  | ティム・アンダーソン                              | シカゴ・ホワイトソックス                            |
| 2019年   | 5月 | ジョシュ・ベル                            | ピッツバーグ・パイレーツ                                  | ラファエル・デバース                              | ボストン・レッドソックス                            |
| 2019年   | 6月 | チャーリー・ブラックモン (2)              | コロラド・ロッキーズ                                      | DJ・ルメイユ                                      | ニューヨーク・ヤンキース                            |
| 2019年   | 7月 | ポール・ゴールドシュミット (2)            | セントルイス・カージナルス                                | ユリ・グリエル                                    | ヒューストン・アストロズ                            |
| 2019年   | 8月 | アリスティデス・アキーノ                  | シンシナティ・レッズ                                      | アレックス・ブレグマン (2)                        | ヒューストン・アストロズ                            |
| 2019年   | 9月 | エウヘニオ・スアレス                      | シンシナティ・レッズ                                      | オースティン・メドウズ                            | タンパベイ・レイズ                                  |
| 2020年代 |     |                                           |                                                           |                                                   |                                                     |
| 2020年   | 8月 | フェルナンド・タティス・ジュニア          | サンディエゴ・パドレス                                    | ホセ・アブレイユ (3)                              | シカゴ・ホワイトソックス                            |
| 2020年   | 9月 | フレディ・フリーマン (2)                  | アトランタ・ブレーブス                                    | ホセ・ラミレス (2)                                | クリーブランド・インディアンス                      |
| 2021年   | 4月 | ロナルド・アクーニャ・ジュニア            | アトランタ・ブレーブス                                    | バイロン・バクストン                              | ミネソタ・ツインズ                                  |
| 2021年   | 5月 | フェルナンド・タティス・ジュニア (2)      | サンディエゴ・パドレス                                    | マーカス・セミエン                                | トロント・ブルージェイズ                            |
| 2021年   | 6月 | カイル・シュワーバー                      | ワシントン・ナショナルズ                                  | 大谷翔平                                          | ロサンゼルス・エンゼルス                            |
| 2021年   | 7月 | ジョーイ・ボット                          | シンシナティ・レッズ                                      | 大谷翔平 (2)                                      | ロサンゼルス・エンゼルス                            |
| 2021年   | 8月 | C.J.クロン                                | コロラド・ロッキーズ                                      | ホセ・アブレイユ (4)                              | シカゴ・ホワイトソックス                            |
| 2021年   | 9月 | タイラー・オニール                        | セントルイス・カージナルス                                | カイル・タッカー                                  | ヒューストン・アストロズ                            |
| 2022年   | 4月 | ノーラン・アレナド (3)                    | セントルイス・カージナルス                                | ホセ・ラミレス (3)                                | クリーブランド・ガーディアンズ                      |
| 2022年   | 5月 | ポール・ゴールドシュミット (3)            | セントルイス・カージナルス                                | アーロン・ジャッジ (3)                            | ニューヨーク・ヤンキース                            |
| 2022年   | 6月 | カイル・シュワーバー (2)                  | フィラデルフィア・フィリーズ                              | ヨルダン・アルバレス                              | ヒューストン・アストロズ                            |
| 2022年   | 7月 | オースティン・ライリー                    | アトランタ・ブレーブス                                    | アーロン・ジャッジ（4）                           | ニューヨーク・ヤンキース                            |
| 2022年   | 8月 | ノーラン・アレナド（4）                   | セントルイス・カージナルス                                | アレックス・ブレグマン（3）                       | ヒューストン・アストロズ                            |
| 2022年   | 9月 | エドゥアルド・エスコバー                  | ニューヨーク・メッツ                                      | アーロン・ジャッジ（5）                           | ニューヨーク・ヤンキース                            |
| 2023年   | 4月 | ロナルド・アクーニャ・ジュニア (2)        | アトランタ・ブレーブス                                    | マット・チャップマン                              | トロント・ブルージェイズ                            |
| 2023年   | 5月 | フレディ・フリーマン（3）                 | ロサンゼルス・ドジャース                                  | アーロン・ジャッジ（6）                           | ニューヨーク・ヤンキース                            |
| 2023年   | 6月 | ロナルド・アクーニャ・ジュニア (3)        | アトランタ・ブレーブス                                    | 大谷翔平（3）                                     | ロサンゼルス・エンゼルス                            |
| 2023年   | 7月 | コディ・ベリンジャー (2)                  | シカゴ・カブス                                            | 大谷翔平（4）                                     | ロサンゼルス・エンゼルス                            |
| 2023年   | 8月 | ムーキー・ベッツ (2)                      | ロサンゼルス・ドジャース                                  | フリオ・ロドリゲス                                | シアトル・マリナーズ                                |
| 2023年   | 9月 | ロナルド・アクーニャ・ジュニア (4)        | アトランタ・ブレーブス                                    | ヨルダン・アルバレス (2)                          | ヒューストン・アストロズ                            |
| 2024年   | 4月 | ムーキー・ベッツ (3)                      | ロサンゼルス・ドジャース                                  | ガナー・ヘンダーソン                              | ボルチモア・オリオールズ                            |
| 2024年   | 5月 | ブライス・ハーパー (3)                    | フィラデルフィア・フィリーズ                              | アーロン・ジャッジ (7)                            | ニューヨーク・ヤンキース                            |
| 2024年   | 6月 | ブライス・ハーパー (4)                    | フィラデルフィア・フィリーズ                              | アーロン・ジャッジ (8)                            | ニューヨーク・ヤンキース                            |
| 2024年   | 7月 | ブレントン・ドイル                        | コロラド・ロッキーズ                                      | ボビー・ウィット・ジュニア                        | カンザスシティ・ロイヤルズ                          |
| 2024年   | 8月 | コービン・キャロル                        | アリゾナ・ダイヤモンドバックス                            | アーロン・ジャッジ (9)                            | ニューヨーク・ヤンキース                            |
| 2024年   | 9月 | 大谷翔平 (5)                              | ロサンゼルス・ドジャース                                  | ワイアット・ラングフォード                        | テキサス・レンジャーズ                              |
| 2025年   | 4月 | ピート・アロンソ                          | ニューヨーク・メッツ                                      | アーロン・ジャッジ (10)                           | ニューヨーク・ヤンキース                            |
| 2025年   | 5月 | 大谷翔平 (6)                              | ロサンゼルス・ドジャース                                  | アーロン・ジャッジ (11)                           | ニューヨーク・ヤンキース                            |
| 2025年   | 6月 | フアン・ソト                              | ニューヨーク・メッツ                                      | カル・ローリー                                    | シアトル・マリナーズ                                |
| 2025年   | 7月 | カイル・ストワーズ                        | マイアミ・マーリンズ                                      | ニック・カーツ                                    | アスレチックス                                      |
| 2025年   | 8月 |                                           |                                                           |                                                   |                                                     |
| 2025年   | 9月 |                                           |                                                           |                                                   |                                                     |